# Bjørnar Håkensmoen
Bjørnar Håkensmoen (ou Bjoernar Haakensmoen, né le 18 juillet 1969)  est l'entraîneur de l'équipe norvégienne de ski de fond durant les Jeux olympiques d'hiver de 2006. Il devient célèbre après avoir offert à la fondeuse canadienne Sara Renner son bâton de ski après que celui de Renner se soit cassé durant l'épreuve du sprint féminin par équipe.  Ce geste de fair-play permet à Renner d'obtenir la médaille d'argent, devançant l'équipe norvégienne entraînée par Håkensmoen qui termine à la quatrième place.
Le Canada a répondu à cet acte de bonté avec de nombreux cadeaux et gestes, dont :
- plus de 600 lettres, appels téléphoniques et courriels de remerciements reçus par l'ambassade norvégienne au Canada[3] ;
- le don par l'homme d'affaires canadien Michael Page de 8000 boîtes de sirop d'érable au comité national olympique norvégien[4] ;
- l'envoi par Renner elle-même à Håkensmoen d'une bouteille de vin en signe de sa reconnaissance.